# Bottoms Up (canção)
"Bottoms Up" é o segundo single da banda canadense Nickelback para o álbum Here and Now lançado em 27 de setembro de 2011.

## Desempenho nas paradas musicais
| País           | Parada musical (2011)         | Melhor Posição |
| -------------- | ----------------------------- | -------------- |
| Austrália      | (ARIA Singles Chart)          | 83             |
| Canadá         | (Canadian Hot 100)            | 31             |
| Reino Unido    | (The Official Charts Company) | 179            |
| Reino Unido    | (The Official Charts Company) | 4              |
| Estados Unidos | Rock Songs (Billboard)        | 8              |
| Estados Unidos | Alternative Songs (Billboard) | 27             |